# Foro Permanente para las Cuestiones Indígenas de la ONU
El Foro Permanente para las Cuestiones Indígenas de la ONU (UNPFII) es un organismo asesor de la Organización de las Naciones Unidas (ONU) sobre cuestiones relativas a los pueblos indígenas. El Foro informa al Consejo Económico y Social de las Naciones Unidas (ECOSOC).

## Mandato
El 28 de julio de 2000, el Consejo Económico y Social de las Naciones Unidas (ECOSOC) estableció el Foro Permanente para las Cuestiones Indígenas de la ONU. "El Foro Permanente se reúne una vez al año durante 10 días hábiles. El primer período de sesiones se realizó en mayo del 2002 y anualmente las sesiones se realizan en Nueva York.".

19º Sesión del Foro Permanente (13-24 Abril 2020)
19º período de sesiones del Foro Permanente
Tema: “Paz, justicia e instituciones eficaces: el papel de los pueblos indígenas en el cumplimiento del Objetivo de Desarrollo Sostenible 16”
Lugar: Sede de las Naciones Unidas, Nueva York
Fecha: 13 al 24 de abril de 2020
Programa Provisional
1. Elección de la Mesa.
2. Aprobación del programa y organización de los trabajos.
3. Debate sobre el tema “Paz, justicia e instituciones eficaces: el papel de los pueblos indígenas en el cumplimiento del Objetivo de Desarrollo Sostenible 16”.
4. Debate sobre los seis ámbitos del mandato del Foro Permanente (desarrollo económico y social, cultura, medio ambiente, educación, salud y derechos humanos) en relación con la Declaración de las Naciones Unidas sobre los Derechos de los Pueblos Indígenas, el documento final de la Conferencia Mundial sobre los Pueblos Indígenas y la Agenda 2030 para el Desarrollo Sostenible.
5. Diálogos:
a) Diálogo con los pueblos indígenas;
b) Diálogo con los Estados Miembros;
c) Diálogo con los organismos, fondos y programas de las Naciones Unidas;
d) Diálogo sobre derechos humanos con la Relatora Especial sobre los derechos de los pueblos indígenas y el Mecanismo de Expertos sobre los Derechos de los Pueblos Indígenas;
e) Diálogos regionales; f) Diálogos temáticos.
6. Labor futura del Foro Permanente, incluidas las cuestiones examinadas por el Consejo Económico y Social y nuevas cuestiones.
7. Programa provisional del 20º período de sesiones del Foro Permanente.

8. Aprobación del informe del Foro Permanente sobre la labor realizada en su 19º período de sesiones.

## Sesiones anteriores
| Año                              | Tema |
| -------------------------------- | --- |
| 13 al 24 de abril de 2020        | “Paz, justicia e instituciones eficaces: el papel de los pueblos indígenas en el cumplimiento del Objetivo de Desarrollo Sostenible 16” |
| 22 de abril al 3 de mayo de 2019 | “Conocimientos tradicionales: generación, transmisión y protección” |
| 16 al 27 de abril de 2018        | “Los derechos colectivos de los pueblos indígenas a las tierras, territorios y recursos” |
| 24 de abril al 5 de mayo de 2017 | “Décimo aniversario de la Declaración de las Naciones Unidas sobre los Derechos de los Pueblos Indígenas: medidas adoptadas para aplicar la Declaración”.                                                                                                |
| 9 al 20 de mayo de 2016          | “Pueblos indígenas: conflicto, paz y resolución”. |
| 20 de abril al 1 de mayo de 2015 | «Pueblos indígenas: agenda de desarrollo después del 2015 con una atención especial al hambre y la enfermedad». |
| 12 al 23 de mayo de 2014         | “Principios de buena gobernanza acordes con la Declaración de las Naciones Unidas sobre los derechos de los pueblos indígenas: artículos 3 a 6 y 46)” |
| 20 al 31 de mayo de 2013         | Duodécimo Período de Sesiones. |
| 7 al 18 de mayo de 2012          | "La doctrina del descubrimiento: su repercusión duradera en los pueblos indígenas y el derecho a recibir reparación por conquistas del pasado (artículos 28 y 37 de la Declaración de las Naciones Unidas sobre los derechos de los pueblos indígenas)". |
| 16 al 27 de mayo de 2011         | Décimo período de Sesiones. |
| 19 al 30 de abril de 2010        | "El desarrollo de los pueblos indígenas y las cuestiones de cultura e identidad: artículos 3 y 23 de la Declaración de las Naciones Unidas sobre los derechos de los pueblos indígenas".                                                                 |
| 18 al 29 de mayo de 2009         | Octavo período de Sesiones. |
| 21 al 2 de mayo de 2008          | "El cambio climático, la diversidad biocultural y los medios de vida: la custodia por los pueblos indígenas y nuevos retos". |
| 14 al 25 de mayo de 2007         | "Tierras, territorios y recursos naturales". |
| 15 al 26 de mayo de 2006         | "Los objetivos de desarrollo del Milenio y los pueblos indígenas: redefinición de los objetivos". |
| 16 al 27 de mayo de 2005         | "Los objetivos de desarrollo del Milenio y los pueblos indígenas". |
| 10 al 21 de mayo de 2004         | "Mujeres indígenas". |
| 11 al 23 de mayo de 2003         | "Niñez y juventud indígena". |
| 12 al 24 de mayo de 2002         | Primer período de Sesiones |